# Rhyacophila hirticornis
Rhyacophila hirticornis là một loài Trichoptera trong họ Rhyacophilidae. Chúng phân bố ở miền Cổ bắc.